# Luboš Kohoutek
Luboš Kohoutek (Zábřeh, Moravia; 29 de enero de 1935-Bergedorf, Hamburgo; 30 de diciembre de 2023) fue un astrónomo checo famoso por ser el descubridor del cometa que lleva su nombre en los años 1970.

## Biografía
Kohoutek estuvo interesado en la astronomía desde periodo escolar. Estudió física y astronomía en la Universidad Masaryk de Brno y la Universidad Carolina en Praga, graduándose en 1958. Comenzó a trabajar en el Instituto Astronómico de la Academia Checoslovaca de Ciencias, donde publicó el catálogo de Nebulosas Galácticas Planetarias (en inglés: Catalogue of Galactic Planetary Nebulae) en 1967. Kohoutek obtuvo un puesto permanente en el Observatorio de Hamburgo-Bergedorf.
Después de la ocupación soviética de Checoslovaquia en 1968, decidió quedarse en Alemania. Sus descubrimientos en los años 1970 lo hicieron conocido en medios de comunicación. En años posteriores Kohoutek trabajó en observatorios en España y Chile. Se retiró oficialmente en 2001. Ha publicado 162 trabajos científicos.

## Descubrimientos astronómicos
| Asteroides descubiertos: 75 | Asteroides descubiertos: 75 |
| --------------------------- | --------------------------- |
| (1834) Palach               | 22 de agosto de 1969        |
| (1840) Hus                  | 26 de octubre de 1971       |
| (1841) Masaryk              | 26 de octubre de 1971       |
| (1842) Hynek                | 14 de enero de 1972         |
| (1843) Jarmila              | 14 de enero de 1972         |
| (1861) Komenský             | 24 de noviembre de 1970     |
| (1865) Cerberus             | 26 de octubre de 1971       |
| (1875) Neruda               | 22 de agosto de 1969        |
| (1894) Haffner              | 26 de octubre de 1971       |
| (1895) Larink               | 26 de octubre de 1971       |
| (1896) Beer                 | 26 de octubre de 1971       |
| (1897) Hind                 | 26 de octubre de 1971       |
| (1898) Cowell               | 26 de octubre de 1971       |
| (1899) Crommelin            | 26 de octubre de 1971       |
| (1901) Moravia              | 14 de enero de 1972         |
| (1931) Čapek                | 22 de agosto de 1969        |
| (1932) Jansky               | 26 de octubre de 1971       |
| (1933) Tinchen              | 14 de enero de 1972         |
| (1942) Jablunka             | 30 de septiembre de 1972    |
| (1963) Bezovec              | 9 de febrero de 1975        |
| (1995) Hajek                | 26 de octubre de 1971       |
| (1999) Hirayama             | 27 de febrero de 1973       |
| (2047) Smetana              | 26 de octubre de 1971       |
| (2055) Dvořák               | 19 de febrero de 1974       |
| (2073) Janáček              | 19 de febrero de 1974       |
| (2281) Biela                | 26 de octubre de 1971       |
| (2375) Radek                | 8 de enero de 1975          |
| (2407) Haug                 | 27 de febrero de 1973       |
| (2418) Voskovec-Werich      | 26 de octubre de 1971       |
| (2472) Bradman              | 27 de febrero de 1973       |
| (2541) Edebono              | 27 de febrero de 1973       |
| (2667) Oikawa               | 30 de octubre de 1967       |
| (2767) Takenouchi           | 30 de octubre de 1967       |
| (2838) Takase               | 26 de octubre de 1971       |
| (2900) Luboš Perek          | 14 de enero de 1972         |
| (2901) Bagehot              | 27 de febrero de 1973       |
| (3081) Martinůboh           | 26 de octubre de 1971       |
| (3109) Machin               | 19 de febrero de 1974       |
| (3303) Merta                | 30 de octubre de 1967       |
| (3336) Grygar               | 26 de octubre de 1971       |
| (3337) Miloš                | 26 de octubre de 1971       |
| (3407) Jimmysimms           | 28 de febrero de 1973       |
| (3475) Fichte               | 4 de octubre de 1972        |
| (3514) Hooke                | 26 de octubre de 1971       |
| (3627) Sayers               | 28 de febrero de 1973       |
| (3635) Kreutz               | 21 de noviembre de 1981     |
| (3769) 1967 UV*             | 30 de octubre de 1967       |
| (3825) Nürnberg             | 30 de octubre de 1967       |
| (4137) 1970 WC              | 24 de noviembre de 1970     |
| (4425) 1967 UQ              | 30 de octubre de 1967       |
| (5268) 1971 US1             | 26 de octubre de 1971       |
| (6215) 1973 EK              | 7 de marzo de 1973          |
| (6431) 1967 UT              | 30 de octubre de 1967       |
| (6680) 1970 WD              | 24 de noviembre de 1970     |
| (7044) 1971 UK              | 26 de octubre de 1971       |
| (7806) 1971 UM              | 26 de octubre de 1971       |
| (8606) 1971 UG              | 26 de octubre de 1971       |
| (8607) 1971 UT              | 26 de octubre de 1971       |
| (8779) 1971 UH1             | 26 de octubre de 1971       |
| (9513) 1971 UN              | 26 de octubre de 1971       |
| (10003) 1971 UD1            | 26 de octubre de 1971       |
| (10260) 1972 TC             | 4 de octubre de 1972        |
| (10987) 1967 US             | 30 de octubre de 1967       |
| (11250) 1972 AU             | 14 de enero de 1972         |
| (11436) 1969 QR             | 22 de agosto de 1969        |
| (11783) 1971 UN1            | 26 de octubre de 1971       |
| (11784) 1971 UT1            | 26 de octubre de 1971       |
| (14311) 1971 UK1            | 26 de octubre de 1971       |
| (16351) 1971 US             | 26 de octubre de 1971       |
| (20960) 1971 UR             | 26 de octubre de 1971       |
| (24600) 1971 UQ             | 26 de octubre de 1971       |
| (24601) 1971 UW             | 26 de octubre de 1971       |
| (29076) 1972 TR8            | 4 de octubre de 1972        |
| (37527) 1971 UJ1            | 26 de octubre de 1971       |
| (58094) 1972 AP             | 14 de enero de 1972         |

Kohoutek es famoso por el descubrimiento de varios cometas, incluidos 75P/Kohoutek y 76P/West-Kohoutek-Ikemura, y el bien conocido Cometa Kohoutek (C/1973 E1).
También ha descubierto numerosos asteroides, incluido el asteroide Apolo (1865) Cerberus.
El asteroide (1850) Kohoutek fue nombrado en su honor.